# Piano di Novacco
Il  Piano di Novacco (1315 m) è un altopiano naturale, situato nel comune di Saracena, di grande impatto estetico e con ampie superfici boschive.
A circa 10 chilometri si trova Piano Campolongo (Lungro); i due pianori, ed un po' buona parte della zona boschiva ad essi vicina, sono state sfruttate dall'azienda tedesca Rüeping S.p.A. per il disboscamento nei primi del '900.